# クルンテープ・アピワット中央駅
- クルンテープ・アピワット中央駅
- バーンスー中央駅
- バーンスー分岐駅
- バーンスー・グランド駅
- バーンスー駅

クルンテープ・アピワット中央駅（タイ語：สถานีกลางกรุงเทพอภิวัฒน์、英語：Krung Thep (Bangkok) Aphiwat Central Terminal）はタイの首都・バンコク都チャトゥチャック区にある、タイ国有鉄道（SRTとも）の駅。
高架新駅（以下、中央駅と称す）は2021年12月にバーンスー中央駅 として開業したが、翌年には国王の命名による新駅名（クルンテープ・アピワット中央駅）が発表され、2023年現在、各種案内の変更が進められている。
在来のバーンスー駅（以下、地上駅と称す）は、日本語出版物ではバーンスー分岐駅、同ジャンクション駅などとまちまちに呼ばれている。
地名の「バーンスー」については、日本語では表記ゆれのバンスーも多くみられる。

## 概要
長年にわたり首都バンコクのターミナル駅として機能してきたフワランポーン駅（クルンテープ駅など別表記あり、当該記事参照）に代わる新しい玄関口として大規模な整備が行われた。総工費 341億バーツ、総面積 2,475ライ（396ヘクタール）、駅舎の長さ596.6メートル、幅244メートル、高さ43メートル、床面積が274,192平方メートルと、東南アジア最大規模を誇る鉄道駅である。また、150億バーツを投じて駅付近に2,325 ライ（372 ha）におよぶSRTの車両基地が建設された。
かねてからタイではバンコクの道路渋滞解消や国内交通網の高速化が長年の課題であり、連続立体交差事業および高速鉄道の導入を見据えてターミナル駅移転が計画された。政治的判断や世界情勢を受け当初予定から大幅に遅れながらも、2021年には近郊路線のダークレッドライン・ライトレッドラインが開業。さらに2023年より長距離列車の高架線移行が実現した。タイ政府は当中央駅を足掛かりに空港連絡鉄道やラオス方面高速鉄道などの整備を進め、タイ国内のみならず東南アジアの玄関口を目指すとしている。

### 乗り入れ路線
タイ国鉄北本線上に位置し、走行経路を共有する東北本線・南本線の列車が多く停車する。2023年ダイヤ改正以降は優等列車の起点（終点）。普通列車の大半はフアランポーン駅まで乗り入れる（詳細は後述）。
- イーサーン（東北部）方面：東北本線 - ノーンカーイ行、ウボンラーチャターニー行
- 北部方面：北本線 - ピッサヌローク行、デンチャイ行、チェンマイ行
  -  SRTダークレッドライン 駅番号は「RN01」
- 南部方面：南本線 - スンガイコーロック、パダン・ブサール、カンタン、ナコーンシータンマラート方面
  -  SRTライトレッドライン 駅番号は「RW01」
- 西部方面：（南本線経由） - カーンチャナブリー(泰緬鉄道)、スパンブリー方面

2023年現在、フワランポーン駅方向（南側）の高架線は当駅近傍で分断され、在来線との接続箇所も構内にはない。したがって、中央駅発着列車はすべて当駅止まりとなる。逆に、フワランポーン駅に乗り入れる列車は従来通り地上の旧駅に停車し、中央駅は通過する（後述）。
中央駅移転計画が公表された当初より、長距離列車（優等列車）については中央駅発着となることは決定されていたが、その大前提として高架線走行に必要となる保安装置(ATP)の整備や循環式トイレ設置が間に合わなかったこと、利用者からの反発など、諸問題が未解決のまま2021年12月に中央駅が開業したことで社会的混乱を招いた。
2023年1月19日にダイヤ改正が実施され、東本線系統を除く長距離定期列車が中央駅発着となったが、主に気動車で運転される定期近郊列車や、ソンクラーンなど祝祭日にあわせて設定される臨時列車は引き続きフワランポーン駅発着の措置が取られ、これらは前述の理由により地上駅に停車する。

### 当駅からの接続路線
- ブルーライン（チャルームラチャモンコン線） バーンスー駅 駅番号は「BL11」

#### 将来
タイ国有鉄道 東本線方面
2023年現在、新駅から在来地上線への線路が分断され直通が不可能であるが、将来的にライトレッドラインおよびエアポート・レール・リンク未開業区間の開通により東本線方面への直通が可能となる予定。過去には北本線から東本線に乗り入れる列車が旧駅に停車していたが、いずれも運休している。また、スワンナプーム国際空港、ウタパオ国際空港との連絡を主眼とする高速鉄道が当駅3階の標準軌用ホームに乗り入れる予定で、完成時は当駅からさらに北上し、ドンムアン空港を合わせた3空港間を結ぶ（3空港高速鉄道）。
高速鉄道
上述の3空港高速鉄道に加え、北・東北・南本線と並行する高速鉄道網が当駅を中心に計画され、既に中央駅3階には標準軌対応ホームが完成している。2023年時点で東北方面は着工済、3空港連絡鉄道は入札により運営企業が決定しているが、いずれも当駅付近の区間は未着工。

#### 過去
旧駅前の西口を発着する路面電車が存在したが、1968年に全廃された。

### 中央駅開業
当駅付近の国鉄線近代化を目指したホープウェル計画は計画倒れに終わったが、2007年、バンコクの都市鉄道整備計画におけるレッドライン計画として再始動した。当初計画時は、以下のような内容となっており、後に駅の設置場所など見直しが加えられたものの、基本的な要件はほぼ踏襲されている。
- タイ国鉄在来線の乗入れを可能とするものとし、軌間は1,000mm。架線集電方式により電化する。
- 高架区間は三線とされたが、後に複々線に修正され、駅を含め再設計となった。
- バーンスー - ランシット間に高架鉄道を建設し、6駅を設置する。この建設にあたっては、建設中断のまま残存しているホープウェル計画の北本線高架橋を改修して活用又は撤去。後に再利用は不可能と判明し、橋脚は新築となった。
- バーンスー駅には、3階に都市鉄道のホーム（開業時の4面と、将来の8面分を含む）・2階に長距離列車のホーム（12面）を配置するターミナル施設、車両基地及び運転指令所等を建設。
- 財源には、日本の円借款を使用。

2021年、従来のバーンスー駅の東側に、新ターミナルとしてバーンスー中央駅が開業した。北方へ向かうダークレッドライン（濃赤線）と、西方へ向かうライトレッドライン（淡赤線）の2路線が乗り入れる。前述の通り、この時点において本線列車は引き続き地上の在来線を経由し、旧駅発着とされた。
ダークレッドライン
第1期区間としてバーンスー - ランシット間の建設が2014年に始まり、2016年に三菱重工業、日立製作所、住友商事が軌道、架線、変電、信号、通信、車両他、土建を除くシステム建設一式を合計約1,120億円（約323.99億タイバーツ）で受注した。三菱重工は信号・通信・軌道・電力などのシステムの設計・調達を、日立製作所は車両の設計・製造を、住友商事は商務の取りまとめ及びシステム現地据付を担当する。当初は2020年開通予定であったが、2021年8月2日に無料運行扱いで開業した。
ライトレッドライン
第1期区間のバーンスー - 南本線タリンチャン間が2021年8月2日に無料運行扱いで開業した。
COVID-19蔓延対策の一環として、2021年5月24日より当駅コンコースがバーンスー中央接種センターとして利用されていた。同年10月までの接種回数は約260万回に上ったが、2022年9月末、中央駅としての本格稼働を前に閉鎖された。
2023年1月19日、ダイヤ改正により長距離列車は当駅発着となり、フワランポーン駅への直通運転が終了した。同時に、地上在来線経由から高架線経由に変更された。一部の列車については引き続きフワランポーン駅へ直通するが、そのうち北本線系統の列車は高架線経由に変更された。当駅付近では中央駅のかわりに地上線を走行するが、チャトゥチャック-ワット・サミアンナーリー間にて地上線・高架線間の転線を行う。

## 中央駅

### 駅構造

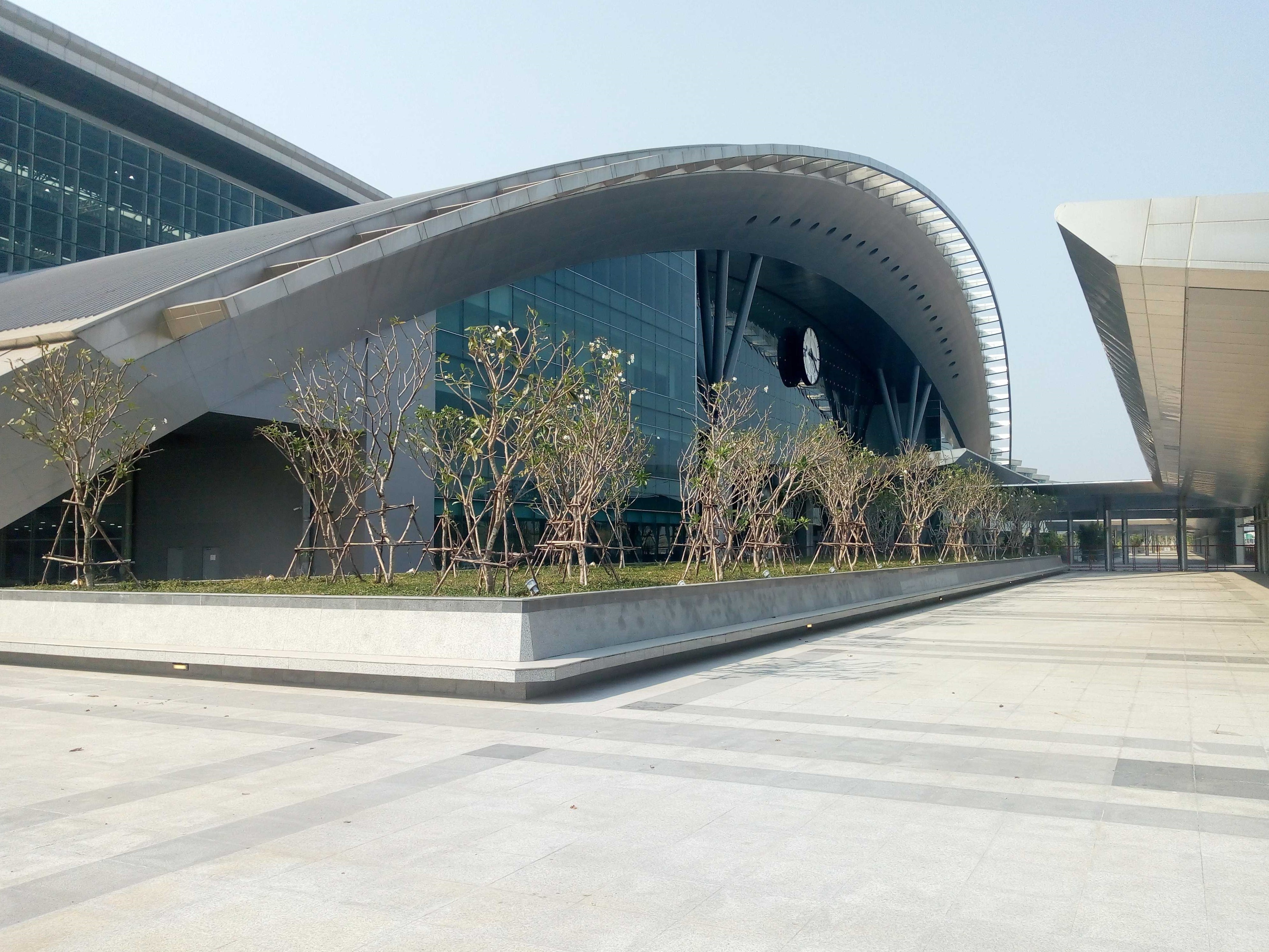
高架駅舎

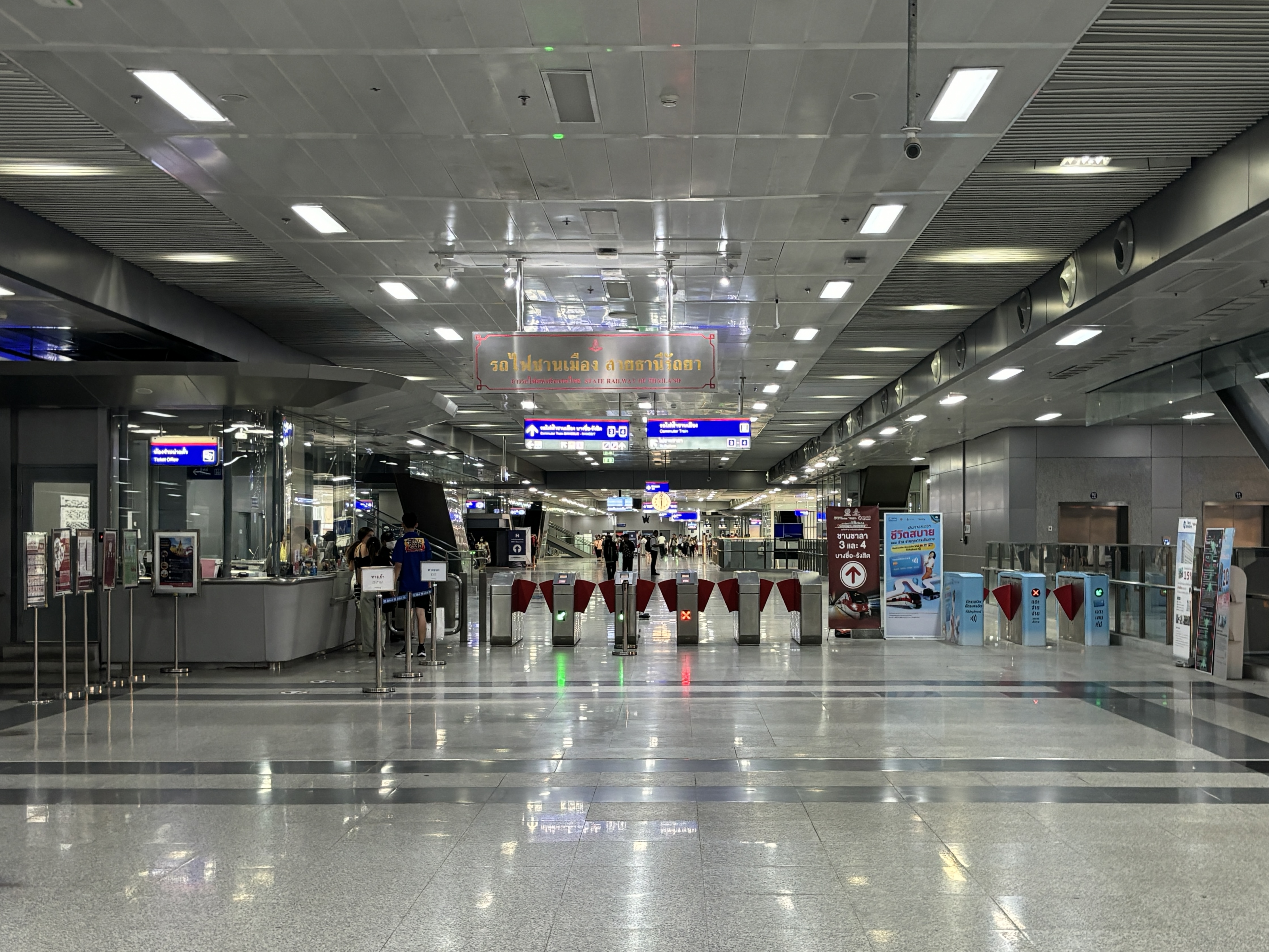
ダークレッドラインの改札口

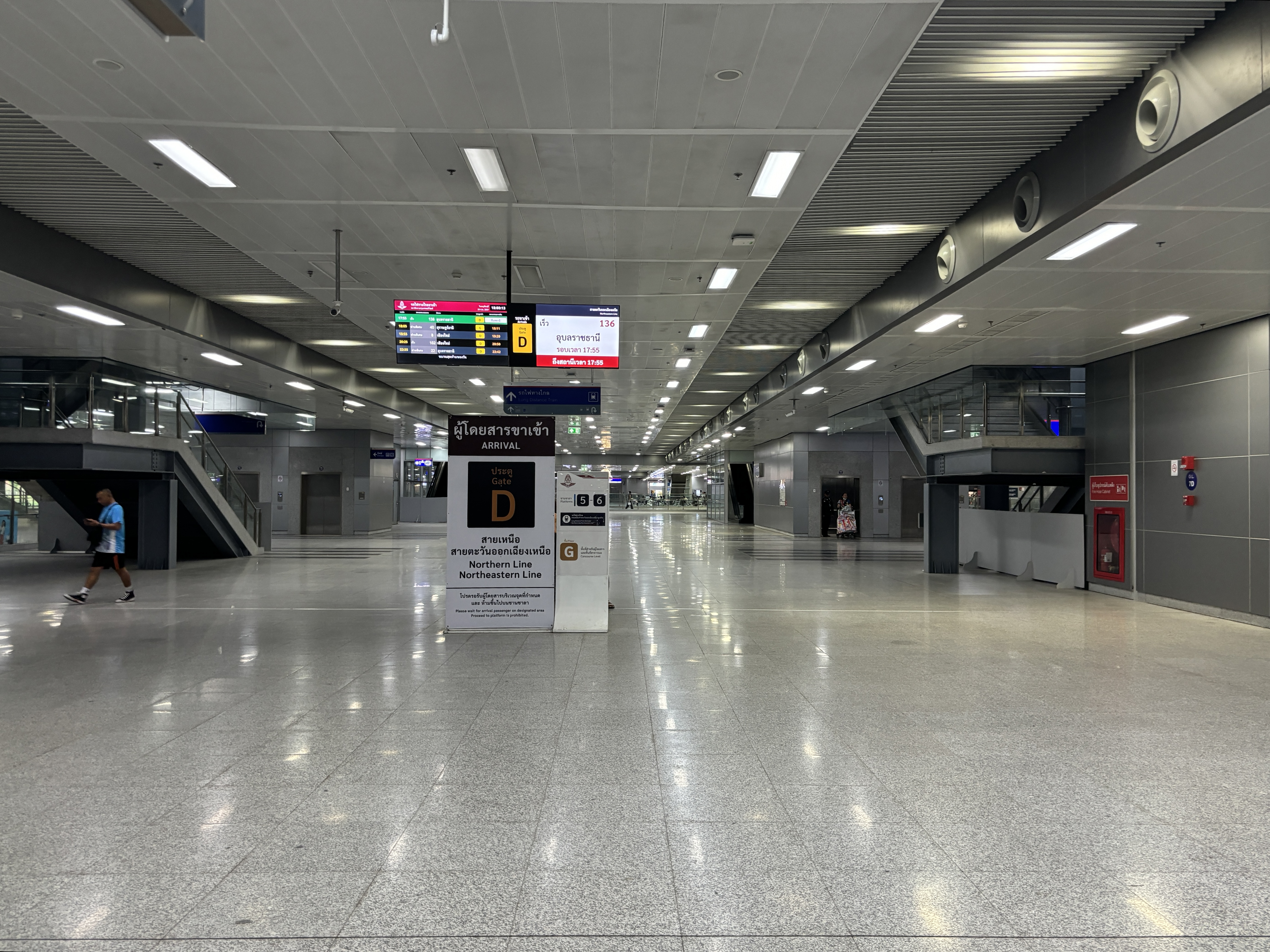
ゲートD（５、６番線到着口）

駅舎は地上3階建て。地下階は地下駐車場となっており、1階（地上階）が切符売り場と待合室、商業エリアがあるコンコースである。
ホームは2階・3階それぞれ島式ホーム6面12線、合計12面24線。ほかに旧駅（地上ホーム）3面4線を有する。旧駅は前述の経緯により中央駅開業後も引き続き、フワランポーン駅直通列車の発着に使用されている（2023年現在）。後述。
- 2階はメーターゲージの路線が集約され、2023年から全面的に供用開始された。レッドライン新線用ホームは高さ1100 mm。本線用ホームは高さ500 mmと計画されたが[18]、完成時は不明。本線はいずれも高架化された区間を除き非電化で、当駅に発着する列車は内燃機関を動力としている。このため、煤煙が滞留しないよう当該階外壁にはガラス窓を設けない等の配慮がなされている[19][注釈 7]。
- 3階は標準軌を採用するエアポート・レール・リンクや高速鉄道を発着させるための準備がなされているが、2022年時点では線路未敷設のまま閉鎖中。ホーム高さは1100 mmで統一されている[18]。ちなみに、3階部の線路についてはエアポート・レール・リンク用を除き、南方向への延伸は考慮されていない[21]。

チャトゥチャック駅近くに新設されたレッドライン用電車基地は、当駅向きに直結した出庫線が存在しないため、いったん北側の退避線に出庫した後に地上線を折り返して当駅に入線する。長距離列車もほぼ同様で、当駅東側の車両基地からチャトゥチャック駅付近まで走行し、同様に折り返して入線する。ただし1,2,5,6番線に入線する場合、電車基地付近に折り返し線があるため若干走行距離が短い。
中央駅の駅舎内は旧ターミナル駅であるフワランポーンとは異なり改札口が設置され、スワンナプーム空港と同等の厳格なセキュリティシステムを備える。列車の切符を持っていない乗客はホームに入ることはできない。違反した場合はタイの高速鉄道公社法に規り起訴される。

### のりば

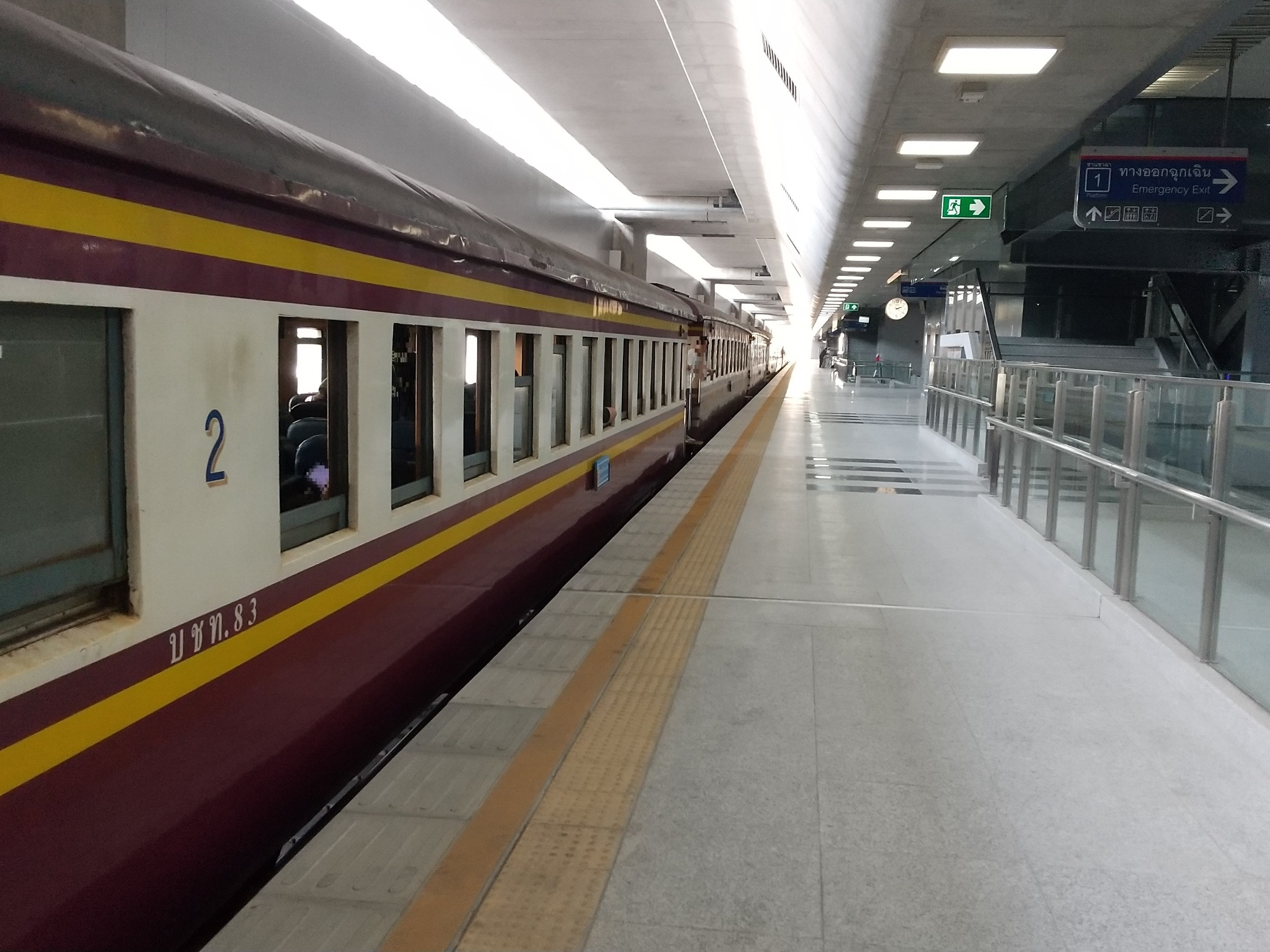
1番線に停車中の長距離列車

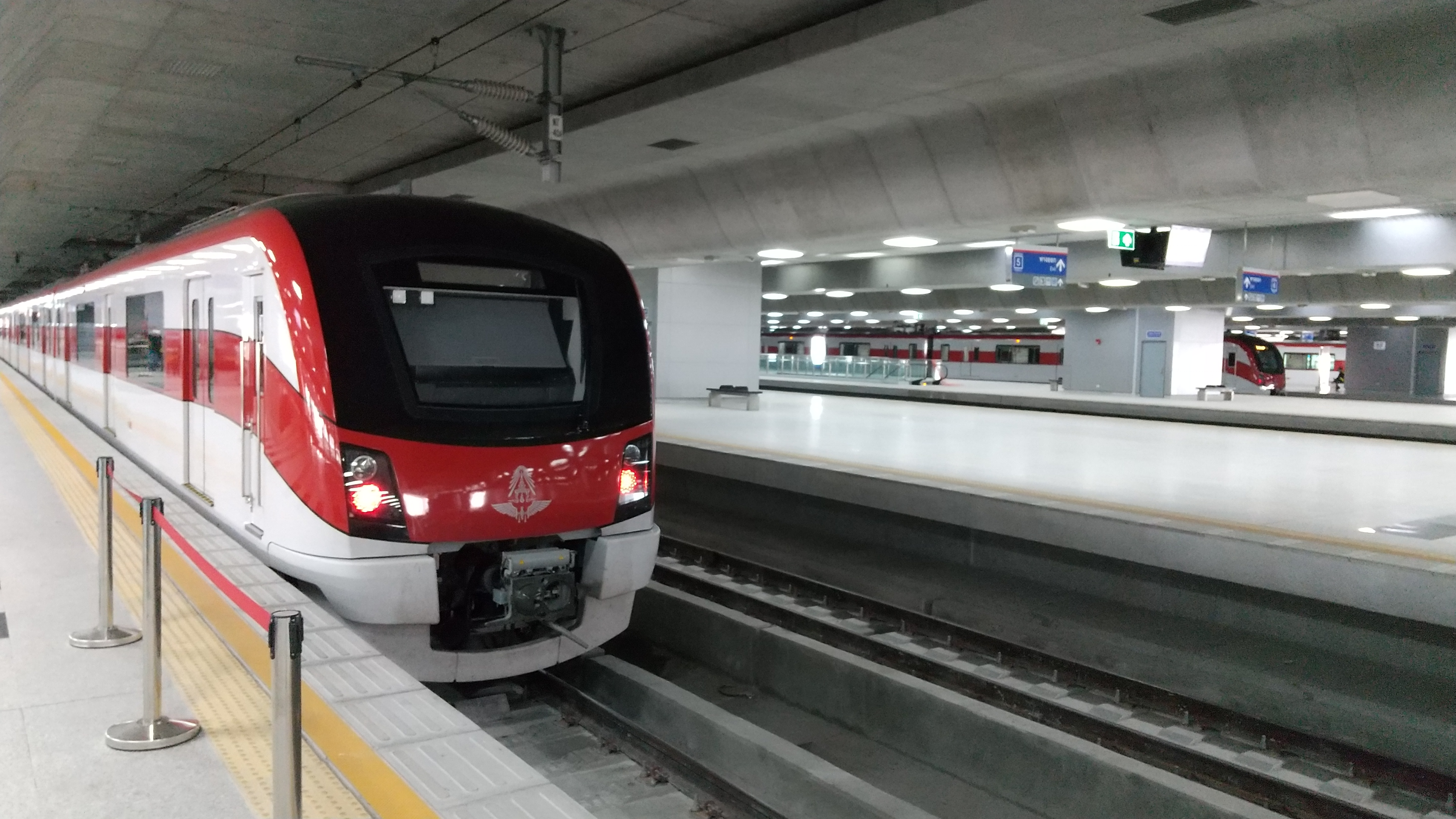
4番線に停車中のダークレッドライン

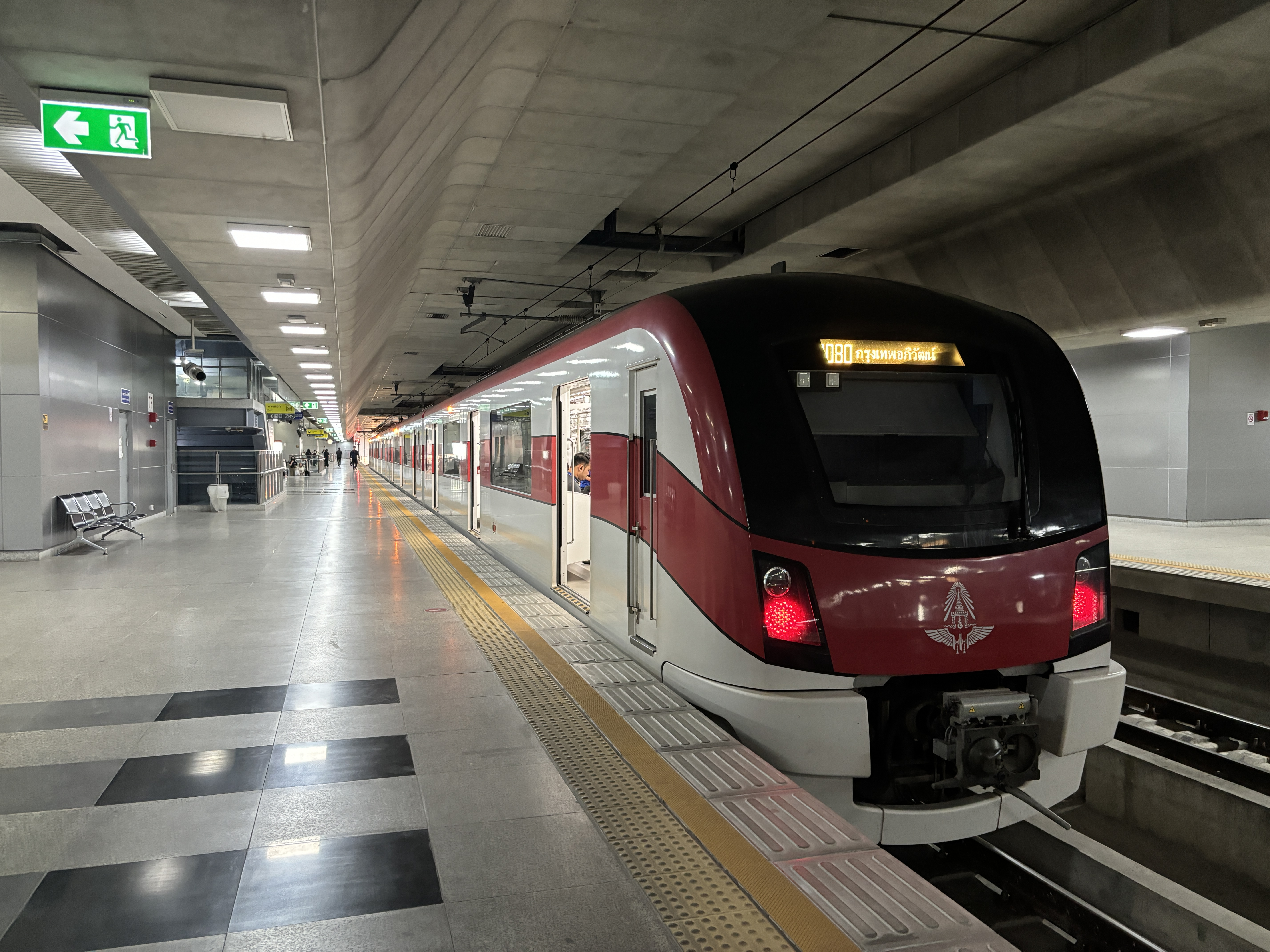
9番線に停車中のライトレッドライン

2階ホームの乗り場情報はタイ国鉄公式案内（2023年現在）に基づく。
| 番線   | 路線                    | 階層         | 行先                                                              |
| ------ | ----------------------- | ------------ | ----------------------------------------------------------------- |
| 1, 2   | 北本線、東北本線        | 西 ↑ 2F ↓ 東 | バーンパーチー、チェンマイ、ノーンカーイ方面                      |
| 3, 4   | ダークレッドライン      | 西 ↑ 2F ↓ 東 | ランシット方面                                                    |
| 5, 6   | 北本線、東北本線        | 西 ↑ 2F ↓ 東 | 到着ホーム                                                        |
| 7, 8   | 南本線                  | 西 ↑ 2F ↓ 東 | ナコーンパトム、スラートターニー、スンガイコーロック方面          |
| 9, 10  | ライトレッドライン      | 西 ↑ 2F ↓ 東 | タリンチャン方面                                                  |
| 11, 12 | 南本線                  | 西 ↑ 2F ↓ 東 | 到着ホーム                                                        |
| 13, 14 | ■エアポートレールリンク | 3F 閉 鎖 中  | スワンナプーム、ウタパオ方面                                      |
| 15, 16 | HSR東北線 HSR北線       | 3F 閉 鎖 中  | ナコンラチャシーマ・ノーンカーイ方面（東北） チェンマイ方面（北） |
| 17, 18 | HSR東北線 HSR北線       | 3F 閉 鎖 中  | ナコンラチャシーマ・ノーンカーイ方面（東北） チェンマイ方面（北） |
| 19, 20 | HSR東北線 HSR北線       | 3F 閉 鎖 中  | ナコンラチャシーマ・ノーンカーイ方面（東北） チェンマイ方面（北） |
| 21, 22 | HSR南線 （南部方面）    | 3F 閉 鎖 中  | スラートターニー方面                                              |
| 23, 24 | HSR南線 （南部方面）    | 3F 閉 鎖 中  | スラートターニー方面                                              |

表中のHSRは、高速鉄道の略（計画中）。

### 隣の駅
ダークレッドライン
クルンテープ・アピワット中央駅 (RN01) - チャトゥチャック駅 (RN02)
 ライトレッドライン
クルンテープ・アピワット中央駅 (RW01) - バーンソーン駅 (RW02)
北本線・東北本線
クルンテープ・アピワット中央駅 - ドンムアン駅（高架新駅）
サムセン駅 - バーンスー駅（地上旧駅） - ドンムアン駅（高架新駅）
- 当駅より北方の地上線にはニコムロットファイ11 km停車場（チャトゥチャック駅に隣接）などの地上駅が存在したが、2023年より高架線走行に切り替えられ使用停止。
- サムセン駅とバーンスー駅の間にはパーディパット停車場が存在するが、唯一停車する第376列車が運休中（2023年現在）。

南本線
クルンテープ・アピワット中央駅 - バーンソーン駅（高架駅）
バーンスー駅（地上旧駅） - バーンソーン駅（地上駅）
- バーンソーン駅を停車する長距離列車は高架、地上とも設定されていない（2023年現在）。実質的な隣駅はバンバムル駅である。
- 旧駅発着の上り列車については、北本線に乗り入れサムセン駅を経由しフワランポーン駅へ向かう。

## 地上駅

### 沿革
最初のバーンスー駅は1898年にバンコクとアユタヤを結ぶタイ初の官営鉄道の中間駅として開業した。1927年1月1日には北本線・東北本線と南本線の分岐点となった。
南本線は当初チャオプラヤー川西岸のトンブリー駅を起点として開業したが、東西で分断されていた国有鉄道路線の接続計画に基づき、1927年にチャオプラヤー川を渡るラーマ6世橋が建設され、当駅およびクルンテープ駅への乗り入れが実現した。なお厳密には、当駅から分岐するのは南本線に属するラーマ6世橋支線（バーンスー - タリンチャン間）である。
また南本線接続と同時に、北本線クルンテープ駅から当駅までの区間の複線化が実施された。さらに1942年、北本線バーンパーチー駅までの複線化が完了した。
遡ること1915年、当駅付近でサイアム・セメント社バーンスー工場が操業を開始した。以来、北本線沿線のバーンモーから原料となる泥灰土の輸送が行われていた。
その後、セメント生産は東北本線沿線のケンコーイ等の原料産地に立地する工場が主力となり、バーンスー工場でのセメント生産・原料輸送は1985年に終了した。
1994年から2004年にかけて実施された改良工事により、当駅から南本線ナコーンパトム駅までの複線化が完了した。複線化工事に関する詳細は個別の路線記事を参照。
2004年7月3日にはタイ初の地下鉄路線であるMRTブルーラインのバーンスー - フワランポーン間が開通し、当駅と接続した（やや離れている）。
2023年1月19日、ダイヤ改正により優等列車は中央駅発着となり、地上駅の役割は大きく低減した。

### 駅構造
地上駅であり、旅客ホームは地上に設けられている。オンライン公式時刻表など各種案内では中央駅と呼称せず、従来通りバーンスー駅と表記されている。
構内が広く、北本線関係部分が南方に、南本線関係部分が北方に互い違いに配置されており、出入り口はその中間点に位置する。北本線関係部分をバーンスー・ジャンクション1、南本線関係部分をバーンスー・ジャンクション2という名称で案内されることが多く、管理・運用上もそれぞれに駅長が配置され、発券システムも原則としてそれぞれの路線にのみ対応したものとなっており、事実上は別駅として扱われていた。
北本線用ホームは新駅開業に伴い撤去されたが、南本線用ホームについては引き続き、フワランポーン駅発着一部在来線列車の受け皿として供用され、2023年1月のダイヤ改正後も同様である。

### のりば
| 路線                     | 時期       | 行先 |
| ------------------------ | ---------- | --- |
| 東北本線、北本線、南本線 | 2022年まで | フワランポーン、ノーンカーイ、ウボンラーチャターニー、チェンマイ、カンタン、ナコーンシータンマラート、パダン・ブサール駅、スンガイコーロック駅                                         |
| 東北本線、北本線、南本線 | 2023年以降 | 定期長距離列車は中央駅へ移行。 スアンソンプラディパット（フワヒン）行、ピッサヌローク行など（比較的走行距離が短い一部の定期列車）、一部の臨時列車（※2025年の季節臨時列車は中央駅発着） |

## 操車場・貨物駅
タイ国有鉄道各線の貨物輸送の中継拠点として、旅客取扱い区域（プラットホーム）の北東方に隣接して大規模な操車場が設けられた。また、機関区も設置されている。当機関区内は写真撮影が禁止されている。
第二次世界大戦中、バーンスー操車場は連合国軍による主要爆撃目標の一つとなり、構内の約8割が爆撃で破壊される被害を受けた。戦後は復旧工事が行われて運用を再開し、その後も輸送量増大や新線建設計画を見越した構内の改良が行われている。
1960年には、フワランポーン駅の貨物取扱機能が当駅へ移転され、以来バンコクにおける貨物ターミナルの機能も果たした。
当機関区区域は北バスターミナル（モーチット・マイ・バスターミナル）に隣接し、一時期は高速バス利用者の便宜を図って、バーンスー駅とは別駅扱いで貨物駅構内にプラットホームを設置し、パホンヨーティン駅という旅客駅が開設されたこともあったが、バスターミナルからの徒歩移動の不便さや停車列車の少なさから利用者の不評を買い、定着しないまま旅客扱いは廃止された。廃止後もプラットホームは残され駅扱貨物の集積場所として利用されていた時期もあったが、中央駅の建設により閉鎖され現存しない。
貨物列車は、北本線・東北本線・南本線各方面のほか、チットラッダー王室駅 - マッカサン駅間短絡線を経由してバンコク港（メーナーム駅）・東本線方面との間でも運行されている。
貨物列車が地上線を走行すると踏切渋滞を招くため、都心部北側をう回して東線クローンタン駅との間にバイパス線を建設する計画があるが、実現していない。
貨物列車については2023年1月のダイヤ改正以降も引き続き地上線を走行するが、踏切での渋滞を減らすべく時間調整が行われる見込み
。

## バス路線
| 運行事業者                     | 系統（路線）・行先 |
| クルンテープ・アピワット中央駅 | クルンテープ・アピワット中央駅 |
| ------------------------------ | --- |
| BMTA                           | 3 (2-37)：クルンテープ・アピワット中央駅 - BTS クルン・トンブリー駅 5：クルンテープ・アピワット中央駅 - サパーンプット 26 (1-36)：ミンブリー - ラームイントラ - モーチット2 49 (2-43)：クルンテープ・アピワット中央駅 - フアランポーン駅 67 (3-43)：クルンテープ・アピワット中央駅 -> セントラルラマ3（セントラルラマ3行きのみ） 96 (1-42)：ミンブリー - バーンカピ - モーチット2 134 (2-20)：ブアトンケーハ車庫 - モーチット2 136 (3-47)：クローントゥーイ車庫 - モーチット2 138 (4-22E)：ラーップラチャー車庫 - モーチット2 145 (3-18)：プレークサーボーディン車庫 - パークナーム - モーチット2 204 (2-52)：クルンテープ・アピワット中央駅 - フワイクワーン - ラーチャヲン桟橋 509 (4-60)：ムーバーンセッタキット - モーチット2 536 (3-24E)：パークナーム - モーチット2 3-19E：プレークサーボーディン車庫 - パークナーム - モーチット2 4-33E：プラプラデーン - モーチット2 A1：ドンムアン空港 - モーチット2 |
| タイスマイルバス (TSB Group)   | 52 (1-6)：パーククレット - チェンワッタナー通り - モーチット2 104 (2-16)：パーククレット - ガームウォンワーン通り - モーチット2 170 (4-49)：南バスターミナル - クルンテープ・アピワット中央駅 529E (4-29E)：サメーダム - モーチット2 555 (S6)：スワンナプーム空港 - クルンテープ・アピワット中央駅 |
| バーンスー駅前                 | |
| BMTA                           | 5：クルンテープ・アピワット中央駅 - サパーンプット 50 (2-7)：ラマ7 - ルンピニー公園 66 (2-12)：ガバメントコンプレックス - ピンクラオバスターミナル 67 (3-43)：クルンテープ・アピワット中央駅 -> セントラルラマ3 70 (2-14)：プラチャー二ウェット3 - サナームルアン 2-33：ブアトンケーハ車庫 - バーンスー駅 |
| タイスマイルバス (TSB Group)   | 30 (2-4)：ワットパークナムノンタブリー - ピンクラオバスターミナル 97 (2-15)：クラスアンサータラナスック（保健省）- 戦勝記念塔 1-33：バーンスー駅 - バーンケーン 2-17：バーンスー駅 - カセサート大学 (環状運転) |

## 駅周辺
- サイアム・セメント - 本社ビルほか、関連企業の本社が点在する
- バーンスー駅 - バンコク・メトロ(MRT)の駅
- 北バスターミナル（モーチット2）